# كاتسويا إيشيهارا
كاتسويا إيشيهارا (باليابانية: 石原 克哉) (مواليد 2 أكتوبر 1978)، هو لاعب كرة قدم ياباني سابق كان يلعب كلاعب وسط.

## مسيرته الكروية
توج اللاعب كاتسويا إيشيهارا بلقب دوري الدرجة الثانية الياباني سنة 2010 مع فريقه فانتفوريت كوفي. كما شارك في 83 مقابلة كاملة في الدوري الياباني الممتاز مع هذا الفريق.

## وصلات خارجية
- كاتسويا إيشيهارا على موقع رابطة كرة القدم اليابانية للمحترفين (اليابانية)
- كاتسويا إيشيهارا على موقع قاعدة بيانات كرة القدم.إي يو (الإنجليزية)
- كاتسويا إيشيهارا على موقع Soccerway.com (الإنجليزية)
- كاتسويا إيشيهارا على موقع عالم كرة القدم.نت (الإنجليزية)
- كاتسويا إيشيهارا على موقع كووورة